# 上保原村
上保原村（かみほばらむら）は福島県伊達郡にあった村。現在の伊達市保原町上保原・保原町大柳にあたる。

## 歴史
- 1889年（明治22年）4月1日 - 町村制の施行により、上保原村、大柳村の区域をもって発足。
- 1955年（昭和30年）3月1日 - 保原町・大田村・柱沢村・富成村と合併して保原町が発足。同日上保原村廃止。
- 2006年（平成18年）1月1日 - 保原町が伊達町・梁川町・霊山町・月舘町と合併して伊達市が発足。

## 交通

### 鉄道路線
- 福島電気鉄道（現・福島交通）
  - 保原線（1971年廃止）
    - 三日市駅

現在は阿武隈急行線の高子駅、上保原駅が所在するが、当時は未開業。